# Call It What It Is
Call It What It Is è il tredicesimo album in studio del cantante statunitense Ben Harper, pubblicato l'8 aprile 2016 a nome di Ben Harper & the Innocent Criminals.

## Tracce
1. When Sex Was Dirty – 3:50
2. Deeper and Deeper – 4:02
3. Call It What It Is – 3:47
4. How Dark Is Gone – 3:38
5. Shine – 3:55
6. I All That Has Grown – 3:25
7. Pink Balloon – 2:22
8. Finding Our Way – 4:15
9. Bones – 3:21
10. Dance Like Fire – 3:09
11. Goodbye to You – 5:06